# برگرد آجوشی
برگرد آجوشی (کره‌ای: 돌아와요 아저씨; لاتین‌نویسی اصلاح‌شده: Dorawayo Ajeossi) یک مجموعهٔ تلویزیونی کره جنوبی سال ۲۰۱۶ با بازی رین، اوه یون سو، کیم این کوان، کیم سو رو، لی مین جونگ، لی هانی، چوی وون یونگ و یون پارک، بر پایهٔ رمان ژاپنی منتشر شده در سال ۲۰۰۲، هفت روز آقای تسوباکی‌یاما از جیرو آسادا است. این مجموعه از ۲۴ فوریه تا ۱۴ آوریل ۲۰۱۶، روزهای چهارشنبه و پنجشنبه ساعت ۲۱:۵۵ (کی‌اس‌تی) از اس‌بی‌اس برای ۱۶ قسمت پخش شد.

## بازیگران

### اصلی
- رین در نقش لی هه جون / کیم یونگ سو
- اوه یون سو در نقش هان هونگ نان / هان گی تک
- کیم این کوان در نقش کیم یونگ سو
- کیم سو رو در نقش هان گی تک
  - کواک دونگ یون در نقش جوانی هان گی تک
- لی مین جونگ در نقش شین دا هه
- لی هانی در نقش سونگ یی یون
- یون پارک در نقش جونگ جی هون
- چوی وون یونگ در نقش چا جه گوک
- لی ته هوان در نقش چوی سونگ جه